# Октябрьский (Красноармейский район, Краснодарский край)
Октя́брьский — посёлок в Красноармейском районе Краснодарского края.
Административный центр Октябрьского сельского поселения.

## География

### Улицы
| - пер. Новый, - пер. Чекунова, - ул. 50 лет Победы, - ул. Гаражная, - ул. Дружбы, - ул. Жлобы, - ул. Заречная, - ул. Зелёная, - ул. Интернациональная, - ул. Казачья, | - ул. Комсомольская, - ул. Красная, - ул. Мира, - ул. Набережная, - ул. Октябрьская, - ул. Степная, - ул. Суворова, - ул. Школьная, - ул. Шоссейная. |

## История
История 14 населенных пунктов, входящих в состав нынешней Октябрьской сельской администрации связана с историей рисосеяния на Кубани и в России. В 1929 году Совет Труда и Обороны СССР принимает решение об освоении плавней на Кубани. В 1929 году была построена Тиховская ирригационная система, а в 1930 году на 57 гектарах плавневых земель впервые произведен хозяйственный сев риса. Был создан первый зерносовхоз «Приазовские плавни», а чуть позже на землях станиц Ивановской, Красноармейской в районе хутора Тиховского ещё два совхоза, специализировавшиеся на выращивании риса.
Осенью 1957 года начинается строительство поселка «Октябрьский». Были построены первые жилые дома, здание конторы, здание Дома культуры.
В 1958 году появились новые поселки Водный, Краснополянский, Мирный, Заря, Подлесный, Рисоопытный. Ранее, в 1952 году, был зарегистрирован поселок Первомайский.
Дела в совхозе шли к лучшему из года в год. В 1958 году здесь впервые получили прибыль в 380 тысяч рублей. Появились многие фермы, вырос машинный парк. Под рис осваивали всё новые и новые участки земель. В 1963 году в совхозе провели эксперимент — создали четыре рисоводческих звена из числа наиболее подготовленных, опытных механизаторов и поливальщиков. Результат превзошел самые смелые прогнозы. Звено Ивана Чауна на участке 200 гектаров собрало более 60-ти центнеров зерна с гектара.
В совхоз «Красноармейский» зачастили руководители из районного и краевого центров, а потом поехали и делегации из союзных республик, разнося по стране весть о новом маяке в рисоводстве — кубанском совхозе «Красноармейский». В апреле 1966 года посетили совхоз Л. И. Брежнев и А. Н. Косыгин. За успехи в выполнении государственных планов производства сельскохозяйственной продукции директору А. И. Майстренко было присвоено звание Героя Социалистического Труда, а управляющий отделением высокой культуры земледелия агроном В. Ф. Осадчий и звеньевой рисоводческого звена И. М. Чаун награждены орденом Ленина. Двадцати пяти передовикам производства были вручены ордена и медали.
25 мая 1967 года труженики совхоза услышали по радио и прочли в газетах Указ Президиума Верховного Совета СССР о награждении совхоза «Красноармейский» орденом Трудового Красного Знамени.
Совхоз получал миллионные прибыли и строился с размахом. В 70-е годы происходит застройка центральной усадьбы поселка «Октябрьский». Рядом со старой усадьбой ввысь вознеслись новые корпуса, красивые и просторные здания городского типа: административный корпус — штаб совхоза, Дворец культуры на 900 мест, двухэтажное здание сельского совета, современный торговый комплекс. В этом микрорайоне — гостиница, десятки двухэтажных домов для рабочих и служащих совхоза со всеми удобствами. Главным инженером и проектировщиком был В. И. Безручко. На выставке «ВДНХ-81» центральная усадьба поселка «Октябрьский» удостоена Дипломом почета и золотой медали. Здания же старой усадьбы получили вторую жизнь. В них разместились крупнейшая для сельской местности картинная галерея, которую все любовно называют своей «Третьяковской», музей, в котором запечатлена история развития хозяйства, летний кинотеатр, молодёжное кафе-бар. По самым последним требованиям переоборудован совхозный стадион.
Труд работников хозяйства высоко оценен государством: более 500 человек награждены орденами и медалями СССР, среди них 5 Героев социалистического труда, 20 человек носят почетное звание заслуженного работника сельского хозяйства РФ.

## Известные люди
В посёлке похоронен Туфтов, Иван Никитович — Герой Советского Союза.
Майстренко Алексей Исаевич — Герой Социалистического Труда, лауреат Государственной премии СССР, директор госплемзавода «Красноармейский».

## Инфраструктура
В посёлке Октябрьский находится конно-спортивный манеж, где проводятся Всероссийские соревнования памяти Алексея Майстренко; два стадиона по 1500 мест; специализированная детско-юношеская школа олимпийского резерва (СДЮШОР) и комплексная детско-юношеская спортивная школа (КДЮСШ).
В поселке расположена средняя школа № 5. Так же есть Детская школа искусств, где проходит обучение детей по различным направлениям.

## Население
| 2002 | 2010  |
| ---- | ----- |
| 2560 | ↗2594 |